# 安达信会计师事务所
安達信會計師事務所（Arthur Andersen），總部設於美國芝加哥，曾為全球前五大會計師事務所之一，主要替大公司提供稽核、稅務等咨詢服務，一度是全球最大之會計師事務所，分拆佔大部份營利的安盛咨詢（Andersen Consulting）後雖跌至第5，但仍保持當時第6位的均富會計師事務所（Grant Thornton LLP.，中文現稱致同會計師事務所）之十倍營業額。

## 历史
2001年1月1日，安盛咨詢（Andersen Consulting）更名為埃森哲公司（Accenture），成為全球最大的咨詢公司。
在2001年12月，安達信會計師事務所因捲入安隆案而遭到解體。2002年，美國司法部將安達信會計師事務所以妨害司法的名義起訴，南德州地方法院陪審團宣判該公司有罪。由於聯邦法令規定被判有罪的公司不能為其他公司進行稽核業務，故安達信會計師事務所交还其註冊會計師執照，等於結束營業。後雖於2005年上訴至最高法院，獲得一致同意先前判決過程有瑕疵，但此時該公司業務已被其他公司接收。
安達信會計師事務所交还執照後，美國安達信會計師事務所，以及德國、法國、俄羅斯、南非、新加坡的安達信被并入安永會計師事務所（Ernst & Young），而中國大陸、香港部分則并入普华永道会计师事务所（PriceWaterhouseCoopers），亦因而令普华永道会计师事务所一躍成為中國大陸及香港市場佔有率第一的會計師事務所。
安達信的休斯敦事务所从10月23日开始的两个星期中销毁了数千页安隆公司的文件。而公司在10月17日就已得知美国证券交易委员会在对安然公司的财务状况进行调查，直到11月8日收到证券交易委员会的传票后才停止销毁文件。2005年5月31日，美国最高法院推翻了安達信公司妨碍司法的判决，认定先前判决缺乏充分证据。最终裁定也只能使安达信在民事诉讼中可以处于一个比较有利的位置，而合伙人也可能不会因为败诉而赔得倾家荡产。

## 相關連結
- 四大 (會計師行)